# Maraude sociale

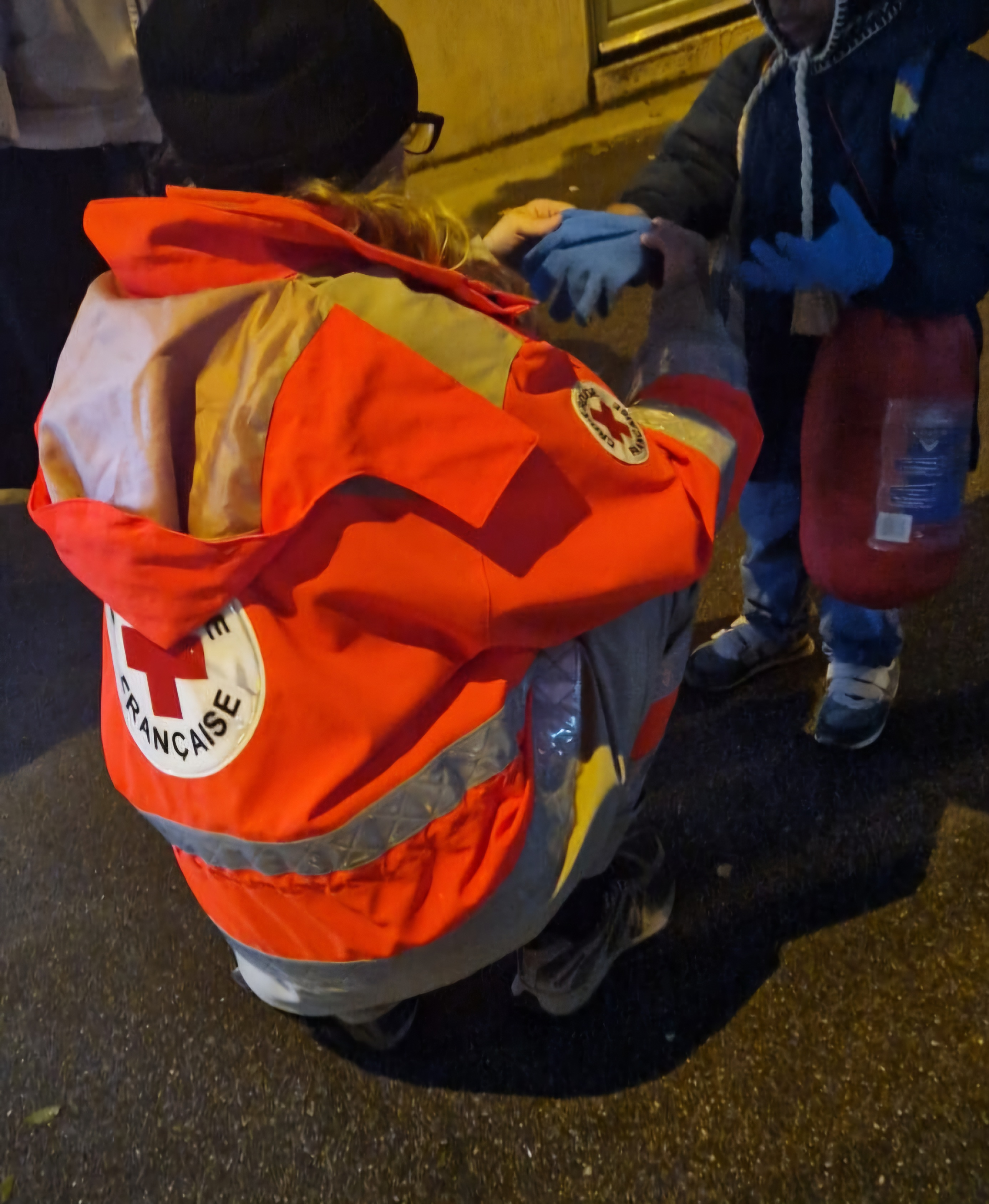
Maraudeuse dans les rues de Versailles (Nov 2023)

 les maraudes sociales sont des petites équipes qui s'organisent pour aller à la rencontre des personnes à la rue dans l'objectif de maintenir le lien social. 
La première maraude sociale moderne a eu lieu dans la nuit du 22 novembre 1993. Xavier Emmanuelli créait les premières équipes Mobiles d’aide dont la mission consistait à « aller à la rencontre des personnes qui, dans la rue, paraissent en détresse physique et sociale ». Le même jour est créé le premier Centre d’Hébergement d’Urgence avec Soins Infirmiers (CHUSI), centres homologués en juin 2006 sous l’appellation Lits Halte Soins Santé (LHSS).
Beaucoup d'initiatives de la société civile, d'association ou d'ONG humanitaires, sensible au sort des sans-abri, ont monté des équipes de maraude. Elles distribuent des boissons, de la nourriture, des vêtements, des couvertures et des produits d’hygiène. Ces gestes, bien qu'importants, servent principalement de prétexte pour initier un échange et renforcer le lien social. Au fil des rencontres, les maraudeurs accompagnent les personnes vers des solutions d’hébergement appropriées, les informant des options disponibles et, si nécessaire, les transportant vers les Centre d'hébergement d'urgence (CHU). Ces centres offrent dans les meilleurs des cas des chambres individuelles, un accompagnement social par des travailleurs sociaux et des soins adaptés en cas de besoin,.
La Fédération nationale des SAMU sociaux (FNSS)  a été créée le 24 mars 2001 sous l'impulsion de Xavier Emmanuelli, président-fondateur du SAMU social de Paris, et de Marc Gentilini, alors président de la Croix-Rouge française. Elle regroupe une dizaine de personnes morale soit 70 structures qui portent les 250 équipes mobiles. Elle se compose majoritairement d'équipes mobile rattachées aux délégations locales de la Croix-Rouge, reflétant ainsi l'implication historique de cette association caritative. Parmi les membres fondateurs figurent également la Mutualité française des Alpes-Maritimes, à l'origine du SAMU social de Nice/Antibes, ainsi que le SAMU social de l'Aire toulonnaise et le SAMU social international. Inspirée du modèle du SAMU social de Paris, fondé en 1993, la fédération vise à fédérer les initiatives locales en France, accompagnant ses membres dans leurs pratiques pour lutter efficacement contre l'exclusion et la précarité sur tout le territoire national,.
En octobre 2018 la Fédération nationale des SAMU sociaux (FNSS)la Fédération des acteurs de la solidarité avec le soutien de la Direction Générale de la Cohésion Sociale ont créé le référentiel de missions et d'évaluation Maraudes et Samus sociaux

## Coordination 115
Le 115 est un numéro national départementalisé d’urgence et d’accueil des personnes sans abri. Il est gratuit et accessible 24h/24. Sur le mode déclaratif, Le service téléphonique 115, géré par le Service Intégré d’Accueil et d’Orientation (SIAO) 
L'organisation varie selon les départements. Généralement le 115 coordonnés les maraudes du SAMU social.
Par exemple dans les Yvelines, en 2023, l'organisation des services de 115 comme de SAMU social est délégué a le Croix-Rouge française. Le 115 est en relation avec une régulation qui coordonne opérationnellement les actions des équipes de maraude dans la departement. Les équipes de maraude sociale sont de plusieurs associations ( Ordre de Malte, Croix-Rouge française equipes salarier ou bénévole).

## Chiffres clefs sur l'activitades Maurades

### Etude nationale maraude de la Fédération nationale des SAMU social du département
En 2022, la FNSS a choisi de collecter des données sur les activités des équipes de maraude. En 2023 selon le rapport de cette étude, les 119 équipes participantes ont effectué en moyenne 4 484 contacts au cours de l'année. Un total de 55 939 personnes différentes ont été identifiées, parmi lesquelles 23 % étaient des femmes et 77 % des hommes. Une grande majorité des personnes rencontrées, soit 80 %, étaient des individus isolés. Par ailleurs, 70 % des personnes identifiées étaient âgées de 25 à 69 ans.

## Référentiel de missions et d'évaluation Maraudes et Samus sociaux
Créer en octobre 2018 la Fédération nationale des SAMU sociaux (FNSS) la Fédération des acteurs de la solidarité avec le soutien de la Direction Générale de la Cohésion Sociale. Le référentiel « Maraudes & Samu sociaux » a pour objectif de donner un cadre commun aux interventions des équipes bénévoles et professionnelles dans l’exercice de leur mission de maraude sur le territoire national, à la fois en matière de pratiques et de méthodes d’intervention,.
Dans chaque département, les maraudes opèrent en complémentarité avec d’autres structures d’accueil comme les accueils de jour, les services d’accueil et d’orientation (SAO), coordonnés au niveau local par le service intégré d’accueil et d’orientation (SIAO). Leur objectif est de guider les personnes sans domicile vers des solutions adaptées à leur situation. Ce travail de proximité est également au cœur de la politique du "Logement d'abord", qui repose sur la capacité des maraudes à identifier les personnes en situation de grande précarité, à favoriser leur accès aux droits, et à les orienter rapidement vers un logement.
Véritable modèle de solidarité, les maraudes réunissent opérateurs associatifs, professionnels et citoyens bénévoles, apportant ainsi une expertise précieuse sur l’évolution des besoins des sans-abri. Cette expertise permet d’ajuster les réponses publiques, en particulier pour des populations souvent "invisibles". Consciente de la nécessité de professionnaliser les intervenants, la Fédération nationale des SAMU sociaux, en collaboration avec la Fédération des acteurs de la solidarité et l’État, a mené une large consultation auprès des acteurs de terrain. Cette démarche a abouti à l’élaboration d’un référentiel de missions et d’évaluation des maraudes et SAMU sociaux, garantissant des réponses durables et adaptées aux situations d’exclusion.
Le référentiel de missions et d’évaluation des maraudes et des SAMU sociaux s’adresse à l’ensemble des acteurs impliqués dans ces dispositifs, qu’ils soient salariés ou bénévoles, intervenant ponctuellement ou de manière régulière auprès des personnes sans-abri. Conçu dans une démarche de qualité, ce document vise à structurer et formaliser les valeurs, les engagements et les pratiques d’intervention qui constituent le socle de l’activité des maraudes et des SAMU sociaux. Il s'agit d'un outil essentiel pour harmoniser les actions sur le terrain tout en renforçant leur efficacité et leur impact auprès des populations les plus vulnérables.

### Valeurs, principes et engagements des maraudes / Samu sociaux
Les maraudes et SAMU sociaux sont guidés par des valeurs fondamentales et des engagements forts. Elles prônent l’inconditionnalité de l’« aller-vers », en se rendant auprès de toutes les personnes à la rue, quelles que soient leur situation et leur diversité. Leur intervention repose sur l’établissement d’une relation de confiance réciproque, essentielle pour instaurer un dialogue respectueux et constructif. Elles défendent également le principe de la libre adhésion, en respectant la temporalité et le projet de vie de chaque individu, s’adaptant à leur rythme et à leurs choix. Ces principes structurent leur action, contribuant à un accompagnement humain et respectueux dans la lutte contre l’exclusion sociale.

### les 13 grandes références du référenciel[5]
1. La maraude / Samu social va à la rencontre, pratique l’aller vers. La mission est d’aller à la rencontre des personnes en situation d’exclusion, y compris celles qui ne sollicitent pas ou plus les services de droit commun, que ce soit par difficulté, méconnaissance ou choix personnel. Ces interventions se font sans distinction ni discrimination, en respectant l’âge, les ressources, l’état de santé, le genre, l’orientation sexuelle, la nationalité, le statut administratif, etc., conformément aux valeurs, principes et engagements des maraudes et SAMU sociaux. Les maraudes se rendent là où se trouvent les personnes, y compris à la rue, en fonction de leur périmètre d’intervention et du contexte local, tout en tenant compte des éventuelles autorisations nécessaires pour certains lieux tels que gares, métros ou espaces privés. Elles reconnaissent et respectent les droits des individus, partant de leurs capacités sans préjugés.
2. La maraude / Samu social crée un lien avec la personne. La maraude et le SAMU social établissent un contact bienveillant avec les personnes, en veillant à ne jamais mettre en danger la sécurité de ces dernières ou celle des équipes. Elle s’efforce de créer et de maintenir un lien de confiance avec chaque individu, en adaptant l'approche à chaque rencontre. Ce lien est ainsi personnalisé, tenant compte des besoins et des situations spécifiques de chaque personne rencontrée.
3. La maraude/Samu social évalue. La maraude et le SAMU social évaluent l’urgence de la situation des personnes rencontrées sans porter de jugement de valeur. Les méthodes d’évaluation et d’intervention dépendent des qualifications des maraudeurs ainsi que du statut de la maraude (bénévole ou professionnel). Cette évaluation permet de prioriser les interventions en fonction des besoins les plus urgents. Les informations collectées au cours de l’évaluation sont traitées dans le respect strict de la confidentialité des données personnelles.
4. La maraude / Samu social fait émerger la demande. Faire émerger la demande nécessite de créer un espace sécurisé où la personne se sent en confiance pour exprimer ses besoins à la maraude. Cet élément est crucial pour permettre à la maraude de répondre efficacement aux attentes de la personne. Les demandes peuvent varier, allant des besoins primaires au lien social, à l’ouverture de droits sociaux, à l’accès à un hébergement ou à un logement, etc. Les méthodes d’évaluation et d’intervention dépendent des qualifications des maraudeurs ainsi que du statut de la maraude, qu’elle soit bénévole ou professionnelle. La maraude et le SAMU social sont conscients de leur mission et de leurs moyens d’intervention, qui peuvent inclure des actions simples comme l’offre de nourriture ou d’un espace de dialogue. Ils reconnaissent également les limites de leur action tout en restant attentifs, en écoutant, et en tentant de comprendre les demandes implicites. Le dialogue est essentiel pour faire des propositions appropriées, telles que des orientations ou un accompagnement, tout en s’assurant de ne pas créer des attentes qu’ils ne pourraient pas satisfaire.
5. La maraude / Samu social accompagne. D’un point de vue temporel, la mission d’accompagnement des maraudes et SAMU sociaux se décline de trois manières : d'abord, l'accompagnement physique pendant la maraude, par exemple lorsqu'une équipe aide une personne à se rendre dans un accueil de jour ; ensuite, l'accompagnement physique intégré dans le cadre d’un suivi, qui fait partie d’un accompagnement social global, comme lorsqu’un maraudeur ou une équipe accompagne une personne à un rendez-vous médical ou dans des démarches administratives ; enfin, l’accompagnement social global sur le long terme, qui inclut par exemple l’aide aux démarches administratives ou le repérage de lieux ressources pour la personne. L'accompagnement physique doit respecter un cadre défini par chaque maraude ou SAMU social et doit être en adéquation avec la volonté et le niveau d'autonomie de la personne. Les modalités d’accompagnement et d’intervention varient en fonction des qualifications des maraudeurs, ainsi que de la nature et du statut de la maraude (bénévole ou professionnel).
6. La maraude / Samu social oriente. L’orientation permet à une personne de bénéficier d’une prise en charge par une structure extérieure à la maraude pour répondre à ses besoins spécifiques. Pour les équipes, cela implique de travailler en partenariat avec les acteurs de la veille sociale et, plus largement, avec les professionnels du secteur sanitaire, social, médico-social et de la justice. En dehors des situations urgentes qui mettent en jeu la vie de la personne, l’orientation ne peut être effectuée sans le consentement de celle-ci. De plus, la maraude et le SAMU social doivent être formés pour identifier les besoins d’orientation de manière appropriée.
7. La maraude / Samu social alerte (veille sociale/sanitaire). Comme tous les acteurs de la veille sociale, les maraudes et les SAMU sociaux ont une mission d’alerte auprès des partenaires institutionnels. Cette mission inclut les signalements relatifs aux risques de santé publique et aux publics dits spécifiques, tels que les personnes victimes de violences ou de la traite des êtres humains, les mineurs, les personnes ayant des problèmes de santé, les personnes vieillissantes, ou les personnes décédées, parmi d'autres. Ce rôle d’alerte est exercé grâce à des procédures formalisées, qui sont bien connues et appliquées par les équipes pour garantir leur efficacité et leur conformité.
8. La maraude / Samu Social restitue. La restitution de l’activité permet d’en évaluer l’ampleur et de la valoriser, tant en interne (au sein de l’équipe et de la structure porteuse) qu’en externe (vis-à-vis des partenaires et des financeurs), en mettant en lumière le mode de fonctionnement, les méthodes d’intervention, et les actions réalisées. Ce processus contribue également à alimenter la réflexion interne sur l’évolution des pratiques. Les temps et instances de restitution doivent faciliter l’amélioration de la prise en charge des personnes rencontrées et accompagnées, tout en favorisant une meilleure coordination avec les autres acteurs de terrain. De plus, la restitution doit inclure la personne concernée : l’équipe doit la tenir informée des informations partagées et des actions entreprises à son égard.
9. La maraude/Samu Social participe à l’observation sociale. L'observation sociale a pour objectif de mieux connaître les publics à la rue afin d'adapter les réponses à leurs besoins. Elle constitue un outil précieux d’évaluation, d’aide à la décision et d’évolution des politiques publiques sur le territoire d’intervention, en permettant d’ajuster les moyens financiers, matériels et humains en fonction des besoins observés. Cette observation concerne notamment les pouvoirs publics, les SIAO dans le cadre de leurs missions, ainsi que les instances de la veille sociale. En ce sens, la maraude et le SAMU social jouent un rôle essentiel en tant qu'acteurs de connaissance, contribuant à faire évoluer l’offre et le secteur pour mieux répondre aux besoins des personnes les plus exclues. Il est important de souligner que les maraudes et SAMU sociaux doivent garantir la confidentialité des données à caractère personnel des personnes rencontrées, en veillant à ce qu’aucune identification, même indirecte, ne soit possible. Les données recueillies doivent être exclusivement statistiques et servir à mieux comprendre et répondre aux besoins des personnes rencontrées.
10. La maraude / Samu social sensibilise. La veille sociale joue un rôle fondamental dans les parcours d’insertion des personnes les plus exclues, mais elle reste souvent méconnue du grand public et même des acteurs du secteur social. De plus, les personnes à la rue sont souvent victimes de nombreux préjugés. La sensibilisation au travail mené par les maraudes et les SAMU sociaux, ainsi qu’aux caractéristiques du public qu'ils accompagnent, est essentielle pour permettre à chacun de comprendre les enjeux et objectifs de cette activité. Cette sensibilisation peut cibler divers publics, tels que les citoyens, les partenaires, les élus et les étudiants, avec des objectifs variés : lutter contre les préjugés envers les personnes à la rue et faire connaître leurs difficultés, notamment en matière d’accès aux droits et de non-recours ; valoriser l’action de l’équipe de rue, expliquer son positionnement, ses leviers et ses limites ; créer un terrain favorable à la prise de conscience des enjeux de la veille sociale ; et permettre à chaque personne, qu’elle soit riveraine, citoyenne, partenaire ou élue, de trouver sa place et de participer de manière respectueuse aux démarches entreprises par les maraudes et les autres acteurs.
11. La maraude / Samu social travaille en partenariat. Elle constituent le premier maillon de la veille sociale, jouant un rôle clé de liaison entre les personnes à la rue et les acteurs locaux, dans le but de les rapprocher du droit commun. Le travail en partenariat est essentiel et marque le début d’un accompagnement social global. Ce partenariat, dans une approche de maillage territorial, présente plusieurs enjeux pour améliorer la prise en charge des personnes à la rue : il favorise les échanges entre les différentes structures sociales pour une meilleure compréhension de leurs fonctionnements et de leur position dans la chaîne de l'insertion sociale ; il facilite l'accès aux services de droit commun ; il crée des liens avec des structures dont l'action sociale n'est pas le cœur de métier, comme les pompiers et la police ; et il permet d'explorer des approches complémentaires entre les professionnels et les bénévoles. Ce partenariat est principalement coordonné par le SIAO du territoire, qui a pour mission de regrouper et de gérer les acteurs de la veille sociale conformément à la Loi ALUR de 2014. Des réunions locales facilitent l’échange d’informations, améliorent la connaissance des démarches et des évolutions, et offrent une meilleure visibilité des réalités de terrain. Ce travail partenarial doit toujours s’inscrire dans un cadre éthique respectueux des besoins et du consentement des personnes concernées.
12. La maraude / Samu social (se) forme et (s’) informe. Dans un secteur complexe et en constante évolution, où de nombreux acteurs et dispositifs coexistent, il est essentiel que chaque maraudeur, qu’il soit bénévole ou professionnel, puisse bénéficier de formations tant à son arrivée que tout au long de ses missions. Les premiers temps d'information doivent inclure une présentation de l'association ou de l'organisme porteur de la maraude/SAMU social, en abordant son histoire, ses missions, ses valeurs, son fonctionnement et son organigramme, tout en fournissant des documents essentiels à la mission, tels que la charte, le règlement intérieur, la fiche de mission, et les contacts. De plus, la maraude et le SAMU social nécessitent des sessions de formation et d’information continues, adaptées aux publics rencontrés et aux spécificités du territoire d'intervention. Des sessions d'observation et d’immersion auprès d'autres salariés et bénévoles, ainsi que dans d'autres structures ou dispositifs, sont particulièrement précieuses pour enrichir la formation et encourager les échanges.
13. La maraude / Samu social applique les droits et libertés de la personne. Les équipes  doivent respecter les textes fondamentaux garantissant la liberté individuelle, tels que la Déclaration des Droits de l’Homme et du Citoyen. Il est impératif de veiller à ce qu'aucune distinction ou discrimination ne soit faite en fonction de l'origine, de l'âge, de l'orientation sexuelle, de la nationalité, du statut administratif, etc. Les personnes bénéficient d'une protection légale assurant le respect de leurs droits et libertés, qui s'applique aussi en dehors des lieux de prise en charge, notamment depuis la loi "2002-2". La dignité de la personne et le respect de son intimité constituent les fondements de ces lois. Pour garantir ces principes, les maraudes et SAMU sociaux doivent être conscients que toute personne a le droit de refuser une orientation ou un accompagnement, en vertu du principe de libre choix. Il est donc crucial de toujours associer la personne concernée aux décisions concernant les prestations et les accompagnements proposés.

## La charte «Ethique et Maraude»
En 2006, le projet de rédiger une charte d’éthique pour les missions de maraude est devenu une nécessité pour les associations impliquées. L'objectif était de mieux définir et formaliser les valeurs et principes communs aux divers intervenants travaillant avec des personnes particulièrement vulnérables. La charte a été rendue publique le 27 mars 2008 et, dix ans plus tard, la commission Charte éthique & maraude a proposé une version mise à jour qui est devenue une référence dans le domaine. En 2017, la révision de la Charte a été conduite par le Groupe éthique du Collectif les Morts de la Rue à l’Espace éthique Île-de-France, regroupant des acteurs de terrain et des personnes en situation de sans-abrisme. La maraude incarne l'engagement solidaire de bénévoles et de professionnels qui, dans des contextes souvent méconnus et face à des situations extrêmes, témoignent d'une volonté de sollicitude et de non-abandon. Ils mettent un point d'honneur à maintenir des relations empreintes de respect de la dignité, des attachements et des droits des personnes. Ainsi, l’éthique est au cœur de la pratique de la maraude, déterminant les conditions d'exercice de missions complexes où se manifestent à la fois les fragilités humaines et les précarités sociales,.

### Principe
Les principes énoncé par la charte sont d'une part que les intervenants associés aux activités de maraude sont tenus d’adopter une position attentionnée, digne, juste, rigoureuse, à l’écoute et au service de la personne et que d'autre part le respect de l’autonomie de la personne constitue un principe fondamental.

### Conditions d’intervention
L’intervention des maraudes/Samu sociaux repose sur une organisation transparente, fidèle aux valeurs républicaines et à des principes partagés par tous les acteurs impliqués, comme le stipulent les textes en vigueur. Les initiatives ponctuelles respectent également ces valeurs d'engagement. Les projets de maraude, par leur diversité et spécificité, s'inscrivent dans un cadre qui favorise les complémentarités au sein des réseaux d'action. Les intervenants, qu'ils soient bénévoles ou salariés, sont intégrés après une évaluation de leurs motivations, de leur capacité d'investissement, et de l'acquisition des compétences nécessaires. L'organisation doit disposer de dispositifs adaptés pour garantir cette exigence. Les intervenants s'engagent à suivre les principes éthiques définis, bénéficient de formations et d'un suivi continu, ainsi que d'évaluations régulières. Les missions sont définies en tenant compte des moyens requis et des précautions nécessaires. Il est essentiel qu'il y ait une complémentarité effective entre les intervenants salariés et bénévoles, qui partagent des valeurs et engagements communs. L'organisation est responsable de garantir des conditions de travail appropriées, en tenant compte des spécificités de chaque intervention.

### Mode d’intervention
Pour initier une maraude, il est crucial de connaître l'environnement existant afin d’éviter les redondances et d’assurer la cohérence des actions. La rigueur et la continuité de l’engagement sont essentielles pour tous les intervenants. Les modalités de l’intervention doivent être définies avec la personne rencontrée, en tenant compte de sa capacité à exprimer ses choix. Il est important de respecter ses refus et préférences, même lorsqu'ils semblent contre-productifs, pour préserver la confiance et la responsabilité partagée. Les situations de crise doivent être identifiées, et les intervenants doivent être formés pour y répondre efficacement. Les intervenants doivent comprendre l'ampleur de leur engagement, accepter une présence sans finalité immédiate et garantir la confidentialité des données personnelles, qui ne doivent être partagées qu’avec le consentement de la personne. Après l’intervention, les données doivent être supprimées, sauf exceptions justifiées avec consentement écrit.

### Objet de l’intervention
L’intervention doit établir une relation basée sur la disponibilité, la patience et l’intérêt pour la personne. Elle vise à clarifier des situations complexes et à permettre l’émergence progressive de ses demandes. Une intervention pertinente peut faciliter l’accès au droit commun et la transition hors de la rue, si la personne le souhaite et se sent prête.
Les personnes particulièrement vulnérables, notamment en raison de leur état de santé physique ou mentale, doivent recevoir une attention accrue, avec le recours aux spécialistes médicaux et sociaux appropriés. Un suivi continu est essentiel pour éviter le sentiment d’abandon. Il est aussi crucial de reconnaître et de soutenir les aspirations de la personne grâce à une approche concertée entre les différents intervenants.

### Approche de la personne
L'engagement dans la maraude demande ouverture, bienveillance, neutralité et prudence, avec une écoute attentive pour établir une relation de proximité. Il est crucial de ne pas nuire à la personne et de réfléchir constamment au sens de la relation. Le respect de la personne implique de reconnaître ses valeurs, sa liberté, son autonomie et ses droits. Il faut la rencontrer sans jugement, avec disponibilité et soutien, sans imposer un projet contraire à ses choix. La protection de sa sphère privée et de son intimité est essentielle, même si la personne semble indifférente. La maraude est un acte de fraternité et de solidarité, nécessitant l'engagement et les compétences des intervenants, qui doivent exercer leur fonction avec respect et retenue pour servir la communauté.

## Opérateurs des maraudes en France

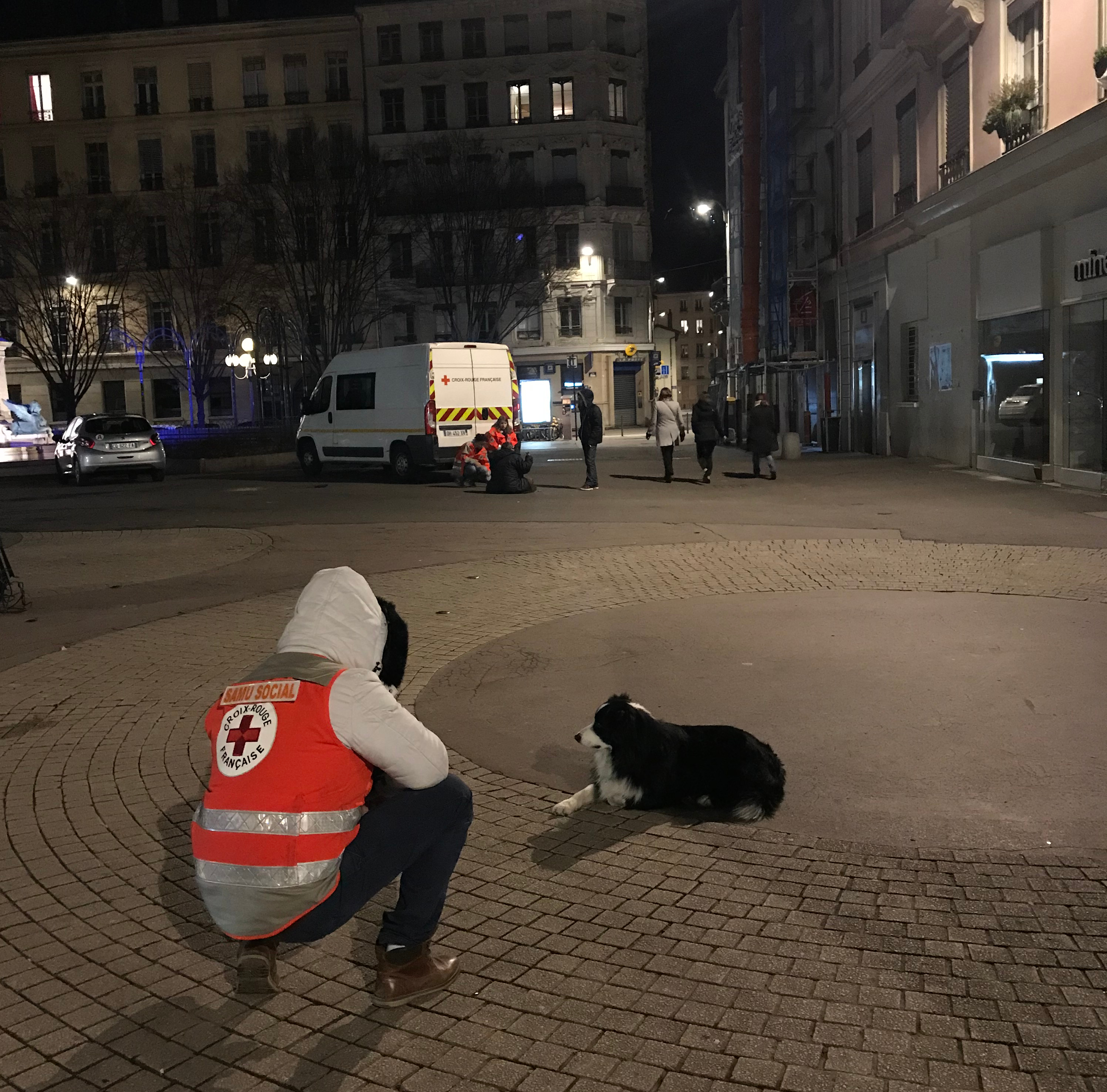
Bénévole Croix-Rouge française et chien, place Ampère (Lyon) de nuit ; au fond un véhicule de maraude du SAMU social.

Differentes initiatives de la Société civile, d'association ou organisation non gouvernementale ONG  font des maraudes sociales sur le tout les territoires.
Par ordre alphabétique : 

### Croix-Rouge française
La Croix-Rouge française est le premier opérateur du Samu social en France. En 2020, 229 équipes de mobiles réparties sur 77 départments. 72% des équipes fonctione a l'année. Elles sont composées en moyenne de 23 bénévoles. Jouant un rôle central dans l’accueil et l’assistance des personnes sans-abri. Particulièrement active pendant la période hivernale, l'association maintient également sa présence tout au long de l'année dans certains départements grâce à son vaste réseau de bénévoles et de salariés. Le dispositif d’urgence sociale de la Croix-Rouge française englobe des activités d'accueil, d'information et de réponse immédiate aux besoins vitaux des personnes en situation de précarité,.
Le dispositif se compose de plusieurs éléments clés, tels que les équipes mobiles/Samu sociaux, le 115 géré par la Croix-Rouge dans huit départements, les Services intégrés d’accueil et d’orientation (SIAO), et les lieux d’accueil de jour proposant des services tels que l’aide alimentaire, l’hygiène et la domiciliation. Les maraudes, qui sont au cœur de l’intervention, visent à établir un lien social avec les personnes de la rue, en favorisant la rencontre et le dialogue. Ces maraudes, menées par des équipes formées de 3 à 4 personnes, se déroulent à pied ou en véhicule à des horaires réguliers, permettant aux personnes sans-abri de savoir quand et où elles peuvent être rencontrées. Elles peuvent être renforcées en période de grand froid ou d'urgence,.

### Équipes Mobiles d’Aide (EMA) de Paris
6 à 9 EMA se rendent chaque nuit tout au long de l’année à la rencontre des personnes sans-abri sur le territoire parisien.
Ces équipes sont renforcées durant la période hivernale (du 1er novembre au 31 mars) par des équipes partenaires : Brigade d’Assistance aux Personnes Sans Abri (BAPSA). Fonctionnent toute l'année Croix-Rouge française, Ordre de Malte-France, Transports Automobiles Municipaux (TAM), Protection Civile et Restos du Cœur).
Les EMA sont composées d’un chauffeur accueillant social, d’un travailleur social et d’un infirmier(e) diplômé(e) d’État (IDE).

### Ordre de Malte-France
L'Ordre de Malte-France a un dans l'assistance aux personnes en situation de précarité en France, à travers diverses actions de terrain telles que les maraudes sociales pédestres, véhiculées et le dispositif Soli’Malte. Ces maraudes visent à aller à la rencontre des sans-abri, souvent isolés dans les rues des grandes villes, comme Paris, pour leur offrir un soutien médical, des denrées alimentaires, des vêtements, des produits d’hygiène et un lien social vital. Acteur de solidarité de longue date, l'Ordre de Malte France a développé ces maraudes depuis plus de 20 ans en partenariat avec le Samu social.
Le dispositif Soli’Malte, lancé au plus fort de la crise sanitaire du Covid-19, intègre les dimensions sociales, alimentaires et psychologiques des maraudes classiques avec une composante de veille sanitaire. Un référent sanitaire, souvent un secouriste ou un membre du personnel de santé, est présent dans l’équipe de maraude pour assurer des soins de base.
Chaque hiver, l'Ordre de Malte France réalise près de 80 tournées de maraude par semaine dans 38 villes telles que Marseille, Mulhouse, Strasbourg, Paris, Toulon, Annecy, Toulouse, Lille, Rouen, Nantes, Rennes et Montpellier. En moyenne, 1 à 2 tournées par semaine sont effectuées par maraude, avec la participation de 3 à 4 bénévoles par tournée, rencontrant environ 20 personnes de la rue. Les bénévoles contribuent activement à développer et à maintenir cette initiative dans de nombreuses villes.

### Secours islamiste français (SIF)[13]
Le Secours islamique depuis 2009 intervient en France à travers des missions sociales de lutte contre la pauvreté et l'exclusion, notamment des maraudes et hébergements d'urgence pour les sans-abris, des épicerie solidaire, des microcrédits pour les plus démunis, du soutien aux détenus,,.